# RoboDz
RoboDz Kazagumo Hen (RoboDz 風雲編, Robodīzu Kazagumo Hen) é uma série de anime japonesa, coproduzida pela Toei Animation junto à The Walt Disney Company. Estreou no Japan's Toon Disney, em 21 de Junho de 2008. Os episódios são animados em 3D. A série estreou em 2009, nos Estados Unidos, no Disney XD.